# Gladys (photographe)
Gladys, née le 21 mai 1950 à Oran en Algérie, est une photographe française, qui se rattache au courant de la photographie plasticienne. Elle a obtenu le prix Niépce en 1989.

## Biographie
Gladys, née à Oran en 1950 commence sa carrière de photographe à la fin des années 1970, après s'être formée  à l'École nationale supérieure des arts décoratifs à Paris. Elle signe ses photographies de son seul prénom.
Son écriture photographique est nourrie par sa culture cinématographique et influencée par des séjours à l'étranger — principalement aux États-Unis et au Japon — pays sur lesquels elle engage des projets sur le long terme.
Attirée par la photographie pour sa dimension visuelle et ses possibilités infinies, elle répond aussi à des commandes pour la presse et publie dans de nombreux journaux (Le Monde, Libération, Science et Vie, Lire, Télérama) ainsi que dans les revues spécialisées en photographie (Camera International, European Photography, Réponses Photo, Blind spot photography, Aperture). Dans la mode, elle travaille pour Marie-Claire Bis ou encore le magazine japonais Hi Fashion.
Dans les années 1980, elle est reconnue entre autres pour son travail sur l'enfance et sollicitée pour son style mêlant l'onirisme et sa passion pour le récit en laissant libre cours à son imaginaire.
Privilégiant la création à la technique, elle s'empare largement du support et de ses possibilités comme avec le Polaroïd, qui lui permet d'obtenir directement des photographies argentiques, sans passer par les opérations de développement du film et de tirage sur papier, ou le procédé de la solarisation, pour obtenir une inversion partielle ou totale des densités de l'image après une très forte surexposition.
En 1989, son travail est récompensé par l'attribution du prix Niépce, ex-aequo avec Patrick Zachmann et est exposé au mois de la Photo à Paris, au Centre régional de la photographie du Nord Pas-de-Calais ou encore au Château d'eau à Toulouse, mais également à l’international en Suisse, au Japon ou en Italie.
Par arrêté en date du 2 novembre 2023, la ministre de la culture Rima Abdul Malak nomme Gladys chevalière de l'Ordre des Arts et des Lettres.

## À propos de son travail
Audrey Hoareau, directrice du Centre régional de la photographie du Nord Pas-de-Calais et commissaire indépendante a écrit à propos du travail de Gladys : « Dans cette décennie 1980 importante pour l’histoire de la photographie qu'elle contribuera à écrire, elle se distingue par une approche expérimentale à contre-courant des productions majoritairement noir et blanc, masculines, démonstrations de techniques maîtrisées de cette époque. En commande pour la mode ou dans ses recherches personnelles, Gladys puise dans sa biographie pour livrer une œuvre photographique plastique avant-gardiste, hors du temps et des courants, féministe avant l’heure. Collages, coloriages, découpages, elle fabrique des images marquées par l'amour et ses chagrins et insuffle la chaleur de la Méditerranée de son enfance qui la suit dans chacune de ses créations. »

## Publications

### Monographies
- 1989 : Mamonakou 1, éd. AMC, Mulhouse

Années 1990
- 1990 : Mamonakou 2, Co-éd.C.C.Y/M.C., Bourges/LARC/Le Creusot
- 1991 : Photographies 1976-1990, portfolio phototypie Co-éd. FNAC/Institut d'Orient, Paris
- 1993 : Album Gladys, éd. Créaphis, Paris  (ISBN 2907150332)
- 1993 : Gens de Bourges, éd. Créaphis, Paris  (ISBN 2907150421)
- 1996 : Gladys, Le langage de l'intimité, éd. Fotografisk Center, Copenhague

Années 2000
- 2000 : La Fenêtre d’en face, éd. Filigranes, Paris  (ISBN 9782914381017)
- 2002 : Le Visage et l’Envers catalogue, Maison des Arts, Évreux
- 2004 : TÊTE, Archéologie du présent, éd. Filigranes/Baudoin Lebon  (ISBN 9782914381727 et 9782876880443)
- 2007 : Gladys, Table des matières 1980-2007 catalogue, Galerie municipale du Château d'eau, Toulouse

Années 2020
- 2024 : GLADYS, première monographie rétrospective consacrée au travail de la photographe depuis les années 1970, textes de Matthieu Rivallin, 160 pages, Contrejour, Biarritz •  (ISBN 979-10-90294-64-6)

### Publications collectives
Années 1980
- 1981 : Camera, no 9, Lucerne, Suisse
- 1984 : Sélection 2 from Polaroïd collection, Catalogue
- 1985 : Génération Polaroïd, Catalogue, Paris
- 1985 : Photographie contemporaine en France, Éd. Centre Georges-Pompidou, Paris
- 1986 : Sélection 3 from Polaroïd collection, Catalogue
- 1989 : European Photography no 38, Göttingen, Allemagne
- 1989 : Nude no 3, Ed. Asahi Shuppan-Sha, Tokyo.

Années 1990
- 1991 : Camera International, no 31, Paris
- 1994 : European Photography, no 55, Göttingen, Allemagne
- 1994 : Des villes et des nuits, Éd. Révélateur - Centre Georges-Pompidou/Atelier des enfants
- 1994 : Portraits de mots, Ed. Alphagram / P. Bordas et Fils, Paris
- 1995 : European Visions of sensuality, Éd. Seibundo Shinkosha, Tokyo
- 1996 : France new visions, Aperture, no 142, New York
- 1996 : Photographers International, no 29, Taipei
- 1997 : Voyages méditerranéens, catalogue, Festival Aubagne en vue
- 1998 : Blind Spot, no 12, New York
- 1999 : Photonews, no 12, Hambourg
- 1999 : Histoires d’œufs, Éditions Ides et Calendes, Neuchâtel
- 1999 : Autour du monde, un autre voyage, Filigranes éditions, AFAA

Années 2000
- 2000 : Pour voir, no 1, mai 2000, Portrait/Interview
- 2000 : Femmes et photographie, L’Insensé I, Paris
- 2001 : Le livre et l’art, Le Lieu Unique/ Éditions Joca Seria, Nantes
- 2002 : La photographie entre histoire et poésie, Photographies de la collection FNAC, Éditions Mazotta, Milan
- 2005 : The Polaroid Book (selection from the Polaroid collection of photography), Éd. Taschen, Cologne, Allemagne
- 2005 : Réponses Photo, portfolio Gladys, octobre 2005
- 2005 : Traces and Omens, catalogue, Noorderlicht, Groningen
- 2006 : L'amour des images, catalogue, Musée de l'image, Épinal
- 2008 : Claude Nori, La Photographie en France des origines à nos jours, Paris, Flammarion, coll. « Photographies », 2008, 319 p. (ISBN 978-2-08-121467-5, LCCN 2008485766, présentation en ligne)
- 2009 : Les photographies de l’année 2008, Éd. APPPF
- 2009 : 30 years, European Photography no 85/86, Berlin

Années 2010
- 2010 : Polaroid, Revue Regards #3, Perpignan
- 2010 : 55 ans de photographie à travers le Prix Niépce, catalogue de l'exposition présentée à la galerie du Montparnasse (1955-1982) et au musée du Montparnasse (1983-2010), dans le cadre du Mois de la Photo à Paris, du 18 novembre au 12 décembre 2010, 64 pages, édité par le Musée du Montparnasse,  (ISBN 2-915259-21-6)

## Expositions

### Expositions personnelles
- 1980 : Lieux de mémoire, Galerie du Château d'eau, Toulouse
- 1982 : Galerie Eric Franck, Genève
- 1983 : Galerie Arpa, Bordeaux
- 1983 : Galerie Perspektiev, Rotterdam
- 1984 : Salle des souvenirs, Galerie Vrais Rêves, Octobre des Arts, Lyon
- 1985 : Galerie Agathe Gaillard, Paris
- 1985 : Centre d'art contemporain, Montbéliard
- 1987 : Vittoria 33, Centre régional de la photo Nord/Pas de Calais, Denain
- 1987 : Galerie Zeit-Foto Salon, Tokyo
- 1989 : Mamonakou, galerie AMC, Mulhouse[4]
- 1989 : Prix Niépce Centre national de la Photographie, Palais de Tokyo, Paris
- 1989 : Prix Niépce, Musée Nicéphore-Niépce, Chalon-sur-Saône.
- 1989 : Galerie du Jour Agnès b., Paris
- 1990 : Mamonakou, Galerie Eric Franck, Genève
- 1990 : Institut Franco-Japonais, Kyoto, Tokyo, Fukuoka, Hiroshima
- 1990 : Prix Niépce, Galerie du Château d'eau, Toulouse
- 1990 : Prinz Gallery, Kyoto
- 1991 : Miho et paysages, Maison de la Culture, Bourges
- 1991 : Galeries photo FNAC, Paris
- 1992 : Les mille et une nuits, Museo Amuser Komatsu, Tokyo
- 1992 : Mamonakou, Primavera Fotografica 92, Lérida
- 1993 : Gens de Bourges, Maison de la culture (MCB), Bourges
- 1994 : Gens de Bourges, Galerie « Les Ateliers », Mois de la Photo, Paris
- 1995 : Artothèque, Grenoble
- 1995 : Casa Ortiz, Laredo, Texas
- 1996 : Espace St-François,  Lausanne, Suisse
- 1996 : Le langage de l'intimité, Fotografisk Center, Copenhague, Danemark
- 1997 : Japon, suite inédite, Urba images, Paris
- 1998 : Centre Atlantique de la photo/Le Quartz, Brest
- 2001 : Les couleurs de l'eau, Galerie Baudoin-Lebon, Paris
- 2001 : Couleur Verte, Galeries photo FNAC Italie, Paris
- 2002 : Neige, etc., Exposition d’atelier, Paris
- 2002 : Le visage et l'envers, Maison des Arts Solange-Baudoux, Évreux
- 2003 : Le Rouge et le Noir & Blanc, Exposition d’atelier, Paris
- 2004 : Curiosités, Exposition d’atelier, Paris
- 2005 : Table des matières 1980-2005, L'imagerie, Lannion
- 2005 : Couleur Verte, Galeries photo FNAC, Rennes
- 2005 : Tête, Archéologie du présent, « L'amour des images », Musée de l'image, Épinal
- 2007 : Table des matières 1980-2007, Galerie du Château d'eau, Toulouse
- 2010 : Précieux Polaroid, Exposition d'atelier, Paris
- 2010 : Nus japonais et autres, Galerie Ph. Darmedru, Lyon
- 2011 : Printemps Polaroid,  Exposition d'atelier, Paris
- 2014 : Galerie du Montparnasse, Mois de la Photo, Paris
- 2016 : Le Presque rien, Galerie des comptoirs arlésiens de la jeune photographie, Arles
- 2018 : Les Endormis-Tokyo, festival SEPT OFF, Nice

### Expositions collectives
- 1981 : Autoportraits photographiques, Centre Georges-Pompidou, Paris
- 1989 : L'Égypte des photographes, Institut du monde arabe, Paris
- 1990 : « Prix Niépce 1955-1990 », Rétrospective des Prix Niépce, Musée d'art contemporain, Dunkerque
- 1993 : Chroniques contemporaines, Musée des Invalides, Paris
- 1997 : Voyages méditerranéens, Festival Aubagne en vue, Aubagne
- 2005 : Irréelle Beauté, Breda Photo
- 2005 : Foto Festival, Noorderlicht
- 2005 : La collection photographique de la FNAC, FNAC Madrid et MUVIM Valence, Espagne
- 2007 : 1,2,3 couleur, Centre régional de la photographie du Nord Pas-de-Calais, Douchy-les-Mines
- 2008 : Polaroids, galerie Chambre avec Vues, Paris
- 2010 : Rétrospective des Prix Niépce, Musée du Montparnasse, Paris

## Récompenses et distinctions
- 1987 : Prix de la Villa Médicis hors les murs
- 1989 : Prix Niépce
- 2007 : élue Femme artiste 2007 par le National Museum of Women in the Arts de Washington
- 2018 : Prix Lucien-Clergue, dans le cadre des 20 ans du festival SEPT OFF 2018, à Nice, pour son exposition Les Endormis-Tokyo
- 2023 :  Chevalier de l'ordre des Arts et des Lettres